# Авианосцы типа «Дзуйхо»
Тип «Дзуйхо» — тип авианосцев Императорского флота Японии времён Второй мировой войны. Всего было заложено два корабля: «Дзуйхо» и «Сёхо». В Японии называют авианосцами типа «Сёхо» (яп. 祥鳳型航空母艦 Сё:хо: гата коуку: бокан) и официально включают в него ещё три корабля — «Рюхо» (англ. Ryuho), «Тиёда» и «Титосэ».

## Конструкция
Корпус, спроектированный на базе авианосца «Рюдзё», был очень длинным и узким (отношение длины к ширине 11:1).
На кораблях установлены паротурбинные двигатели, как на эсминцах типа «Кагэро». Одноярусный ангар размерами 124×18 м позволял вместить 30 самолетов. Он был связан с полетной палубой двумя самолетоподъемниками. Катапульты не были предусмотрены, так как длина полётной палубы позволяла самолётам взлетать со свободного разбега. В кормовой части находилась дополнительная дымовая труба, отводящая выхлопные газы от судовых дизель-генераторов. Бронирование отсутствовало, но для безопасности погреба боезапаса и ёмкости с топливом были помещены в специальные резервуары, заполненные водой.

## Представители
| Название    | Место постройки                  | Закладка       | Спуск на воду | Вступление в строй            | Судьба                                               |
| ----------- | -------------------------------- | -------------- | ------------- | ----------------------------- | ---------------------------------------------------- |
| Дзуйхо 瑞鳳 | Йокосукская военно-морская верфь | 20 июня 1935   | 19 июня 1936  | 27 декабря 1940               | Погиб в сражении в заливе Лейте 25 октября 1944 года |
| Сёхо 祥鳳   | Йокосукская военно-морская верфь | 3 декабря 1934 | 1 июня 1935   | 15 января 1939 26 января 1942 | Погиб в бою в Коралловом море 7 мая 1942 года        |

## История службы
«Дзуйхо»
Погиб в сражении в заливе Лейте 25 октября 1944 года, когда выполнял миссию отвлечения 3-го американского флота от пролива Сан-Бернардино (под ком. капитана Каидзука Такео). В него попало 2 торпеды и 4 бомбы, и множество бомб разорвалось рядом, затем он получил еще 10 близких разрыва и 25 октября в 14.26 затонул. Капитан погиб вместе с кораблем.
«Сёхо»
Погиб в бою в Коралловом море 7 мая 1942 года: более 90 самолётов с американских авианосцев «Йорктаун» и «Лексингтон» нанесли удар по авианосцу «Сехо», через 15 минут после начала атаки он затонул, став первым японским авианосцем потерянным в войне.